# Winforton
Winforton – wieś w Anglii, w hrabstwie Herefordshire. W 1961 roku civil parish liczyła 151 mieszkańców. Winforton jest wspomniana w Domesday Book (1086) jako Widferdestune.